# Provinz Sanuki

Karte der japanischen Provinzen, Sanuki rot markiert

Sanuki (japanisch 讃岐国, Sanuki no kuni) oder Sanshū (讃州) war eine der historischen Provinzen Japans auf der Insel Shikoku, später wurde das Gebiet zur Präfektur Kagawa. Sie lag an der Seto-Inlandsee und grenzte an die Provinzen Awa und Iyo. Von Sanuki getrennt durch die Naruto-Straße liegt die Provinz Awaji vor der Küste.

## Geschichte
Administrativ gehörte die Provinz zum Nankaidō. Sie wurde im 7. Jahrhundert gegründet und bestand ursprünglich aus dem nordöstlichen Teil von Shikoku und den Awaku-Inseln in der Seto-Inlandsee. Sanukis noch nicht entdeckte alte Hauptstadt (kokufu) befand sich wohl im heutigen Stadtteil Fuchū-chō (was eine alternative Bezeichnung für eine Provinzhauptstadt ist) von Sakaide. Im Mittelalter entwickelte sich Takamatsu zu einer bedeutenden Stadt. Während der Sengoku-Zeit regierte die Familie Miyoshi über Sanuki. Sie wurde von den Chosokabe aus der Provinz Tosa angegriffen und verlor Sanuki. Die Chosokabe wiederum verloren eine Schlacht gegen Toyotomi Hideyoshi, der die Provinz seinen Anhängern gab.
In der Edo-Zeit wurde Sanuki in fünf Teile geteilt: die drei Lehen Takamatsu, Marugame und Tadotsu mit den Hauptstädten Takamatsu, Marugame und Tadotsu; Tenryō, Ländereien des Shōguns, und ein zum Lehen Tsuyama auf Honshū gehörender Teil. Die Naoshima-Inseln und Shōdoshima wurden von der Provinz Bizen ausgegliedert und zu Sanuki zugeschlagen.

## Umfang
Die Provinz Sanuki umfasste folgende spätere Landkreise (gun):
- Aya (阿野郡)
- Kagawa (香川郡)
- Miki (三木郡)
- Mino (三野郡)
- Naka (那珂郡)
- Ōuchi (大内郡)
- Sangawa (寒川郡)
- Shōzu (小豆郡)
- Tado (多度郡)
- Toyota (豊田郡)
- Uta (鵜足郡)
- Yamada (山田郡)